# Брент Лепісту
Брент Лепісту (ест. Brent Lepistu, нар. 26 березня 1993, Таллінн) — естонський футболіст, півзахисник клубу «Левадія» та національної збірної Естонії.
Виступав також за клуб «Флора».
Триразовий володар Кубка Естонії. Триразовий володар Суперкубка Естонії. Чотириразовий чемпіон Естонії.

## Клубна кар'єра
У дорослому футболі дебютував 2013 року виступами за команду «Флора», в якій провів чотири сезони, взявши участь у 113 матчах чемпіонату. Більшість часу, проведеного у складі таллінської «Флори», був основним гравцем команди.
Згодом з 2018 по 2023 рік грав у складі команд «Крістіансунн», «Лахті», «Левадія» та «Міовень».
До складу клубу «Левадія» приєднався 2023 року. Станом на 30 квітня 2025 року відіграв за талліннський клуб 28 матчів у національному чемпіонаті.

## Виступи за збірні
У 2009 році дебютував у складі юнацької збірної Естонії (U-17), загалом на юнацькому рівні взяв участь у 17 іграх.
Протягом 2013–2016 років залучався до складу молодіжної збірної Естонії. На молодіжному рівні зіграв у 24 офіційних матчах, забив 2 голи.
У 2014 році дебютував в офіційних матчах у складі національної збірної Естонії.
| Дата       | Місто        | Господарі          | Результат | Гості     | Турнір                               | Голи | Примітки |
| ---------- | ------------ | ------------------ | --------- | --------- | ------------------------------------ | ---- | -------- |
| 27-12-2014 | Доха         | Катар              | 3 – 0     | Естонія   | товариський матч                     | -    | 46'      |
| 19-11-2016 | Бастер       | Сент-Кіттс і Невіс | 1 – 1     | Естонія   | товариський матч                     | -    |          |
| 12-6-2017  | Рига         | Латвія             | 1 – 2     | Естонія   | товариський матч                     | -    | 81'      |
| 9-11-2017  | Гельсінкі    | Фінляндія          | 3 – 0     | Естонія   | товариський матч                     | -    | 60'      |
| 12-11-2017 | Та-Калі      | Мальта             | 0 – 3     | Естонія   | товариський матч                     | -    | 83'      |
| 19-11-2017 | Сува (Фіджі) | Фіджі              | 0 – 2     | Естонія   | товариський матч                     | -    | 85'      |
| 23-11-2017 | Порт-Віла    | Вануату            | 0 – 1     | Естонія   | товариський матч                     | -    |          |
| 27-3-2018  | Тбілісі      | Грузія             | 2 – 0     | Естонія   | товариський матч                     | -    | 71'      |
| 2-6-2018   | Рига         | Латвія             | 1 – 0     | Естонія   | Coppa del Baltico                    | -    | 46'      |
| 18-11-2018 | Афіни        | Греція             | 0 – 1     | Естонія   | Ліга націй УЄФА 2018-2019 - 1-й етап | -    | 68'      |
| 11-1-2019  | Доха         | Естонія            | 2 – 1     | Фінляндія | товариський матч                     | -    | 46'      |
| 26-3-2019  | Гібралтар    | Гібралтар          | 0 – 1     | Естонія   | товариський матч                     | -    |          |
| Усього     |              | Матчів             | 13        |           | Голів                                | 0    |          |

## Титули і досягнення
- Володар Кубка Естонії (3):

«Флора»: 2012-2013, 2015-2016
«Левадія»: 2023-2024
- Володар Суперкубка Естонії (3):

«Флора»: 2014, 2016
«Левадія»: 2025
- Чемпіон Естонії (4):

«Флора»: 2015, 2017
«Левадія»: 2021, 2024